# حامول الماء
حامول الماء أو العشبة المَثَانية أو الحشيشة المثانيّة أو الحويصيلية أو السَّنْدَب أو قربوي (الاسم العلمي: Utricularia) جنس من النباتات آكلة اللحوم تتكون من حوالي 233 نوع. مجموعة نباتات مائية أو مستنقعية تنمو في جميع أنحاء العالم باستثناء القارة القطبية الجنوبية. وينمو معظمها في الماء، ولها مئات الأكياس، الشبيهة بالدورق على ساقها وأوراقها. وللنبات ساق ضعيفة وليس له جذور. وتقف الزهور الصفراء أو الأرجوانية اللون على سطح الماء مباشرة.
توقع هذه النباتات بالحشرات الصغيرة واليرقات في شراكها. ويبلغ طول أكياسها ثلاثة مليمترات. ولكلِّ كيس فم يغلقه باب شرك يفتح إلى الداخل. وعندما تلمس الحشرة الشعيرات الحساسة حول الفم تقفز الجدران الجانبية للكيس إلى الخارج. ويوجد هذا مفعولاً جاذبًا يفتح باب الشرك ويجذب الحشرة داخل الكيس، ثم يهضم النبات هذه الحشرة. وتكرر الأكياس هذه الطريقة مرات كثيرة في اليوم.
تزرع نباتات حامول الماء من أجل أزهارها، خاصة بين محبي نباتات آكلة اللحوم.